# Strzykawka laboratoryjna

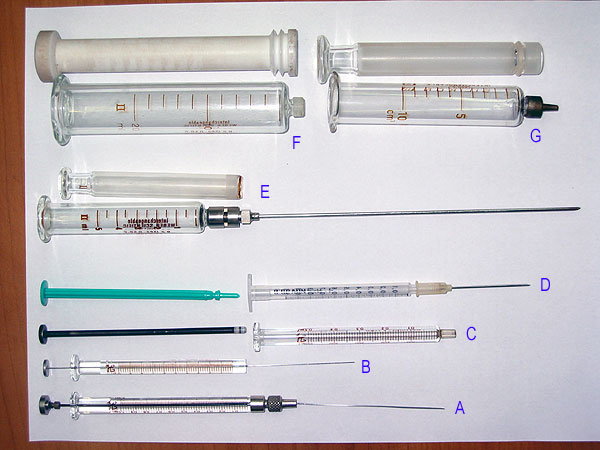
Strzykawki laboratoryjne. własność CBMiM PAN

Strzykawka laboratoryjna – sprzęt służący do przenoszenia i dozowania ciekłych substancji.
Konstrukcja strzykawek laboratoryjnych nie odbiega zasadniczo od konstrukcji strzykawek stosowanych w medycynie. Strzykawki medyczne dość często stosuje się w laboratoriach – dotyczy to zwłaszcza tanich strzykawek jednorazowego użytku. Istnieją też jednak strzykawki, które są specjalnie produkowane do określonych zastosowań laboratoryjnych i które nie są spotykane w medycynie.
Najczęściej spotykanymi w laboratoriach strzykawkami ogólnego zastosowania są:
- medyczne strzykawki jednorazowego użytku (D na zdjęciu na dole artykułu – typowa medyczna strzykawka zwana popularnie insulinówką) – w praktyce laboratoryjnej strzykawki te stosuje się jednak zwykle wielokrotnie, aż do ich zużycia
- laboratoryjne strzykawki szklane (E) – od strzykawek medycznych różni je dokładniejsza skala – "na wylew" oraz specjalny zapadkowy system montowana igieł – który umożliwia manewrowanie całością bez ryzyka odłączenia igły od strzykawki.

Strzykawki ogólnego użytku stosuje się w laboratoriach do:
- szybkiego odmierzania i dozowania cieczy – stosowanie strzykawek jest zwykle szybsze i wygodniejsze od stosowania menzurek i pipet – ale nie gwarantuje takiej samej precyzji odmierzania
- transferowania i odmierzania cieczy, które nie mogą się kontaktować z powietrzem
- pobierania próbek cieczy do analizy.

Oprócz strzykawek ogólnego zastosowania w laboratoriach spotykane są także strzykawki specjalistyczne. Są to m.in.:
- strzykawki gas tight – są one szczelne gazowo, dzięki czemu można za ich pomocą pobierać próbki gazów, a także szybko parujących cieczy; tłoczki tych strzykawek są zaopatrywane w specjalne uszczelnienia; tłoczki te mogą być wykonywane ze szkła (G na zdjęciu), teflonu (F) lub stali pokrywanej tworzywem i zaopatrzonej na czubku w teflonowy czopek (C)
- mikrostrzykawki – o objętości od 0,5 ml do nawet 0,1 µl. tego rodzaju strzykawki są stosowane głównie do pobierania próbek do analiz
  - strzykawka C – jest szczelna gazowo i służy  do pobierania niewielkich ilości gazów do mikroanalizy, choć może ona być stosowana także do innych celów
  - strzykawka B o pojemności 10 µl – jest głównie stosowana do wstrzykiwania próbek do chromatografów gazowych albo cieczowych (w zależności od kształtu zakończenia igły)- ale czasami stosuje się ją też do dozowania reagentów w syntezach prowadzonych w mikroskali lub roztworów katalizatorów; jest to obecnie strzykawka o najmniejszej dostępnej pojemności z tradycyjnym tłoczkiem
  - strzykawka A o pojemności 1 µl – jest przykładem strzykawki chromatograficznej, stosowanej do chromatografów gazowych z kolumnami kapilarnymi; jest to strzykawka szczelna gazowo, w której występuje tłoczek w kształcie cienkiego włosa umieszczonego wewnątrz igły, a nie wewnątrz szklanego cylindra; szklany cylinder jest tutaj tylko po to, aby było gdzie umieścić precyzyjną skalę i aby wygodnie operować całym sprzętem, w sposób podobny do tradycyjnych strzykawek; strzykawką tą można pobierać ciecze z dokładnością do 0,01 µl.